# Guaíra Airport
Guaíra Airport är en flygplats i Brasilien.   Den ligger i kommunen Guaíra och delstaten Paraná, i den södra delen av landet, 1 100 km sydväst om huvudstaden Brasília. Guaíra Airport ligger 269 meter över havet.
Terrängen runt Guaíra Airport är platt. Runt Guaíra Airport är det ganska glesbefolkat, med 22 invånare per kvadratkilometer..
Trakten runt Guaíra Airport består till största delen av jordbruksmark.